# Haanhef

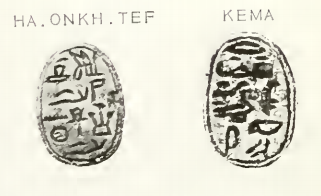
Haanhef és unokája, Kemi szkarabeuszai

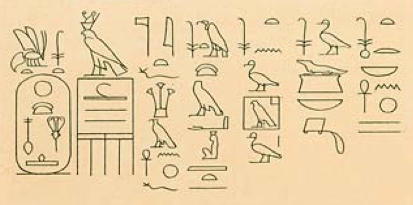
I. Noferhotep konosszói felirata, melyen említi saját neve után szüleit, két fivérét és Nebanhot

Haanhef (ḥ3-ˁnḫ=f, a név jelentése: „bár élne ő”) az ókori egyiptomi XIII. dinasztia három fáraójának, I. Noferhotepnek, Szihathornak és IV. Szobekhotepnek az apja. Haanhef egyike annak a két személynek a torinói királylistán, aki fáraó nem királyi apja volt. A ritka kegy magyarázata valószínűleg az, hogy később két fiát is a legnagyobb uralkodók közé sorolták, akik az egyiptomi történelemnek ennek az egyébként zavaros időszakában uralkodtak.

## Említései
Haanhefet számos helyen említik, mindig fiaival kapcsolatban. Címeit – „Királyi pecséthordozó” és „Isteni atya” – már fiai trónra lépte után kapta, így nem tudni, azelőtt milyen pozíciót töltött be. Az „isteni atya” cím időnként előfordul fáraók nem királyi apja címeként, Haanhef valóban nem volt királyi származású; apja, Nehi „a városi ezred tisztje” volt Thébában, anyja, Szenebtiszi a férjes asszonyok általános címét, „a ház úrnője” címet viseli. Mindketten fiuk egy sztéléjéről ismertek, amely eredetileg Héliopoliszban állhatott, ma Rio de Janeiróban található. Szenebtiszi talán azonos azzal a Szenebtiszi nevű hölggyel, akinek temetkezését Listben találták meg, és ma a Metropolitan Művészeti Múzeumban található. Mindebből úgy tűnik, Haanhef közepesen jelentős katonatiszti családból származott. Nem tudni, családi háttere milyen szerepet játszott abban, hogy fia, Noferhotep trónra lépjen.
Haanhef feleségét Keminek hívták. Kemi számos forrásból ismert, többek közt I. Noferhotep feliratairól a Szehel-szigeten, Konosszóban és Philae szigetén. Kemit általában Haanheffel együtt említik, bár van pár szkarabeusz, melyen fiával együtt, férje nélkül. Noferhotep egy abüdoszi sztéléje alapján úgy tűnik, legidősebb fia második uralkodási évére már halott volt.
I. Noferhotep két gyermekét Haanhefnek és Keminek hívják; IV. Szobekhotep egyik fiát szintén Haanhefnek hívták.

## Fordítás
- Ez a szócikk részben vagy egészben  a   Haankhef című angol Wikipédia-szócikk ezen változatának fordításán alapul.  Az eredeti cikk szerkesztőit annak laptörténete sorolja fel. Ez a jelzés csupán a megfogalmazás eredetét és a szerzői jogokat jelzi, nem szolgál a cikkben szereplő információk forrásmegjelöléseként.